# Antoine Banassat

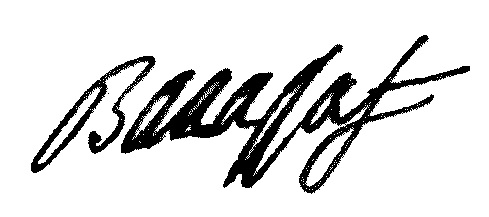
Unterschrift von Antoine Banassat

Antoine Banassat (* 20. Mai 1729 in Guéret; † 18. August 1794 in Rochefort) war ein französischer Geistlicher, Parlamentsabgeordneter und Märtyrer. Er wurde 1995 seliggesprochen.

## Leben
Banassat war Priester der Diözese Limoges und Pfarrer der Gemeinde Saint-Fiel im Département Creuse. Am 21. März 1789 für die Sénéchaussée Guéret als Abgeordneter des Klerus in die Generalstände von 1789 gewählt, gehörte er diesen bzw. der daraus hervorgehenden Nationalversammlung bis zum 30. September 1791 an, tat sich jedoch kaum hervor.
Von Paris in sein Heimatdépartement Creuse zurückgekehrt, wurde er während der Schreckensherrschaft nach einer Denunziation verhaftet und nach Rochefort deportiert. Dort starb er infolge der schlechten Behandlung an Bord des Gefängnisschiffs Deux-Associés und wurde in einem Massengrab auf der Île Madame bestattet.
Papst Johannes Paul II. sprach ihn am 1. Oktober 1995 mit der Gruppe der Märtyrer von Rochefort selig. In Saint-Fiel ist eine Straße nach ihm benannt. Sein Gedenktag ist der 18. August.